# Major League Soccer de 1999
A Major League Soccer de 1999 foi a quarta edição da MLS. D.C. United se tornou o tri-campeão da MLS Cup.

## Estádios
| Chicago Fire       | Colorado Rapids    | Columbus Crew          | D.C. United          | Dallas Burn        | Kansas City Wizards   |
| ------------------ | ------------------ | ---------------------- | -------------------- | ------------------ | --------------------- |
| Soldier Field      | Mile High Stadium  | Columbus Crew Stadium  | RFK Memorial Stadium | Cotton Bowl        | Arrowhead Stadium     |
| Capacidade: 61 500 | Capacidade: 76 273 | Capacidade: 22 555     | Capacidade: 46 000   | Capacidade: 92 100 | Capacidade: 81 425    |
|                    |                    |                        |                      |                    |                       |
| Los Angeles Galaxy | Miami Fusion       | New England Revolution | NY/NJ MetroStars     | San Jose Clash     | Tampa Bay Mutiny      |
| Rose Bowl          | Lockhart Stadium   | Foxboro Stadium        | Giants Stadium       | Spartan Stadium    | Raymond James Stadium |
| Capacidade: 92 542 | Capacidade: 20 450 | Capacidade: 60 292     | Capacidade: 80 200   | Capacidade: 30 456 | Capacidade: 65 857    |
|                    |                    |                        |                      |                    |                       |

## Classificação

### Classificação das Conferências
| Conferência Leste |                                |     |    |    |     |    |    |    |     |
| #                 | Equipe                         | Pts | J  | V  | VSH | D  | GP | GC | SG  |
| 1                 | D.C. United                    | 57  | 32 | 17 | 6   | 9  | 65 | 43 | +22 |
| 2                 | Columbus Crew                  | 45  | 32 | 13 | 6   | 13 | 48 | 39 | +9  |
| 3                 | Tampa Bay Mutiny               | 32  | 32 | 12 | 3   | 18 | 51 | 50 | +1  |
| 4                 | Miami Fusion                   | 29  | 32 | 8  | 5   | 19 | 42 | 59 | -17 |
| 5                 | New England Revolution         | 26  | 32 | 7  | 5   | 20 | 38 | 53 | -15 |
| 6                 | New York/New Jersey MetroStars | 15  | 32 | 4  | 3   | 25 | 32 | 64 | -32 |

|  |                                |
|  | Classificados para os playoffs |

| Conferência Oeste |                     |     |    |    |     |    |    |    |     |
| #                 | Equipe              | Pts | J  | V  | VSH | D  | GP | GC | SG  |
| 1                 | Los Angeles Galaxy  | 54  | 32 | 17 | 3   | 12 | 49 | 29 | +20 |
| 2                 | Dallas Burn         | 51  | 32 | 16 | 3   | 13 | 54 | 35 | +19 |
| 3                 | Chicago Fire        | 48  | 32 | 15 | 3   | 14 | 51 | 36 | +15 |
| 4                 | Colorado Rapids     | 48  | 32 | 14 | 6   | 12 | 38 | 39 | -1  |
| 5                 | San Jose Clash      | 37  | 32 | 9  | 10  | 13 | 48 | 49 | -1  |
| 6                 | Kansas City Wizards | 20  | 32 | 6  | 2   | 24 | 33 | 53 | -20 |

|  |                                |
|  | Classificados para os playoffs |

### Classificação Geral
| Major League Soccer |                                |     |    |    |     |    |    |    |     |
| #                   | Equipe                         | Pts | J  | V  | VSH | D  | GP | GC | SG  |
| 1                   | D.C. United                    | 57  | 32 | 17 | 6   | 9  | 65 | 43 | +22 |
| 2                   | Los Angeles Galaxy             | 54  | 32 | 17 | 3   | 12 | 49 | 29 | +20 |
| 3                   | Dallas Burn                    | 51  | 32 | 16 | 3   | 13 | 54 | 35 | +19 |
| 4                   | Chicago Fire                   | 48  | 32 | 15 | 3   | 14 | 51 | 36 | +15 |
| 5                   | Colorado Rapids                | 48  | 32 | 14 | 6   | 12 | 38 | 39 | -1  |
| 6                   | Columbus Crew                  | 45  | 32 | 13 | 6   | 13 | 48 | 39 | +9  |
| 7                   | San Jose Clash                 | 37  | 32 | 9  | 10  | 13 | 48 | 49 | -1  |
| 8                   | Tampa Bay Mutiny               | 32  | 32 | 12 | 3   | 18 | 51 | 50 | +1  |
| 9                   | Miami Fusion                   | 29  | 32 | 8  | 5   | 19 | 42 | 59 | -17 |
| 10                  | New England Revolution         | 26  | 32 | 7  | 5   | 20 | 38 | 53 | -15 |
| 11                  | Kansas City Wizards            | 20  | 32 | 6  | 2   | 24 | 33 | 53 | -20 |
| 12                  | New York/New Jersey MetroStars | 15  | 32 | 4  | 3   | 25 | 32 | 64 | -32 |

|  |                                                       |
|  | MLS Supporters' Shield, Classificado para os playoffs |
|  | Classificados para os playoffs                        |

## Playoffs
|  | Semi-Finais de Conferência | Semi-Finais de Conferência | Semi-Finais de Conferência | Semi-Finais de Conferência | Semi-Finais de Conferência |   |                  | Finais de Conferência | Finais de Conferência | Finais de Conferência | Finais de Conferência | Finais de Conferência |  |  | MLS Cup '98 | MLS Cup '98 | MLS Cup '98 | MLS Cup '98 | MLS Cup '98 | MLS Cup '98 | MLS Cup '98 |
|  |                            |                            |                            |                            |                            |   |                  |                       |                       |                       |                       |                       |  |  |             |             |             |             |             |             |             |
|  | 1                          | D.C. United                | 2                          | 0 (3)                      | −                          |   |                  |                       |                       |                       |                       |                       |  |  |             |             |             |             |             |             |             |
|  | 4                          | Miami Fusion               | 1                          | 0 (2)                      | −                          |   |                  |                       |                       |                       |                       |                       |  |  |             |             |             |             |             |             |             |
|  | 4                          | Miami Fusion               | 1                          | 0 (2)                      | −                          |   | 1                | D.C. United           | 2                     | 1                     | 4                     |                       |  |  |             |             |             |             |             |             |             |
|  | Conferência Leste          |                            |                            |                            |                            |   | 1                | D.C. United           | 2                     | 1                     | 4                     |                       |  |  |             |             |             |             |             |             |             |
|  |                            | 2                          | Columbus Crew              | 1                          | 5                          | 0 |                  |                       |                       |                       |                       |                       |  |  |             |             |             |             |             |             |             |
|  | 2                          | 2                          | Columbus Crew              | 1                          | 5                          | 0 | Tampa Bay Mutiny | 0                     | 0                     | −                     |                       |                       |  |  |             |             |             |             |             |             |             |
|  | 2                          |                            |                            |                            |                            |   | Tampa Bay Mutiny | 0                     | 0                     | −                     |                       |                       |  |  |             |             |             |             |             |             |             |
|  | 3                          | Columbus Crew              | 2                          | 2                          | −                          |   |                  |                       |                       |                       |                       |                       |  |  |             |             |             |             |             |             |             |
|  |                            |                            |                            |                            |                            |   |                  |                       |                       |                       |                       |                       |  |  | L1          | D.C. United | 2           |             |             |             |             |
|  |                            |                            | O1                         | Los Angeles Galaxy         | 0                          |   |                  |                       |                       |                       |                       |                       |  |  |             |             |             |             |             |             |             |
|  | 1                          | Los Angeles Galaxy         | 3                          | 2                          | −                          |   |                  |                       |                       |                       |                       |                       |  |  |             |             |             |             |             |             |             |
|  | 4                          | Colorado Rapids            | 0                          | 0                          | −                          |   |                  |                       |                       |                       |                       |                       |  |  |             |             |             |             |             |             |             |
|  | 4                          | Colorado Rapids            | 0                          | 0                          | −                          |   | 1                | Los Angeles Galaxy    | 2                     | 2                     | 3                     |                       |  |  |             |             |             |             |             |             |             |
|  | Conferência Oeste          |                            |                            |                            |                            |   | 1                | Los Angeles Galaxy    | 2                     | 2                     | 3                     |                       |  |  |             |             |             |             |             |             |             |
|  |                            | 2                          | Dallas Burn                | 1                          | 3                          | 1 |                  |                       |                       |                       |                       |                       |  |  |             |             |             |             |             |             |             |
|  | 2                          | 2                          | Dallas Burn                | 1                          | 3                          | 1 | Dallas Burn      | 2                     | 0                     | 3                     |                       |                       |  |  |             |             |             |             |             |             |             |
|  | 2                          |                            |                            |                            |                            |   | Dallas Burn      | 2                     | 0                     | 3                     |                       |                       |  |  |             |             |             |             |             |             |             |
|  | 3                          | Chicago Fire               | 1                          | 4                          | 2                          |   |                  |                       |                       |                       |                       |                       |  |  |             |             |             |             |             |             |             |

## Semi-Finais de Conferência
Conferência Leste
Jogo 1
| 16 de outubro | D.C. United     | 2 – 0 | Miami Fusion | RFK Stadium, Washington D.C. |
|               | Moreno 34', 88' |       |              | Público: 18 011              |

Jogo 2
| 24 de outubro | Miami Fusion | 0 – 0 | D.C. United | Lockhart Stadium, Fort Lauderdale |
|               |              |       |             | Público: 13 128                   |

|  |       | Penalidades |
|  | 3 - 2 |             |

- D.C. United venceu a série por 2 - 0, e avançou a final da conferência.

## 
Jogo 1
| 17 de outubro | Columbus Crew | 2 – 0 | Tampa Bay Mutiny | Columbus Crew Stadium, Columbus |
|               | John 78', 84' |       |                  |                                 |

Jogo 2
| 22 de outubro | Tampa Bay Mutiny | 0 – 2 | Columbus Crew                   | Raymond James Stadium, Tampa |
|               |                  |       | 23' Brian West · 88' Cunningham |                              |

- Columbus Crew venceu a série por 2 - 0, e avançou a final da conferência.

Conferência Oeste
Jogo 1
| 17 de outubro | Los Angeles Galaxy                             | 3 – 0 | Colorado Rapids | Rose Bowl, Pasadena |
|               | Hendrickson 8' · Vanney (pên.) 52' · Jones 57' |       |                 | Público: 16 307     |

Jogo 2
| 22 de outubro | Colorado Rapids | 0 – 2 | Los Angeles Galaxy                 | Mile High Stadium, Denver |
|               |                 |       | 74' Danny Pena · 84' Joe Franchino |                           |

- Los Angeles Galaxy venceu a série por 2 - 0, e avançou a final da conferência.

Jogo 1
| 16 de outubro | Dallas Burn                          | 2 – 1 | Chicago Fire  | Cotton Bowl, Dallas |
|               | Ariel Graziani 52' · Mark Santel 75' |       | 79' John Ball | Público: 10 980     |

Jogo 2
| 23 de outubro | Chicago Fire                                                    | 4 – 0 | Dallas Burn | Soldier Field, Chicago |
|               | Piotr Nowak 18' · Roman Kosecki 36' · Razov 42' · Kovalenko 47' |       |             |                        |

Jogo 3
| 27 de outubro | Dallas Burn                                                   | 3 – 2 | Chicago Fire               | Cotton Bowl, Dallas |
|               | Deering 55' · Jorge Rodríguez (pên.) 84' · Ariel Graziani 86' |       | 3' Razov · 5' Jesse Marsch |                     |

- Dallas Burn venceu a série por 2 - 1, e avançou a final da conferência.

## Finais de Conferência
Conferência Leste
Jogo 1
| 31 de outubro | D.C. United            | 2 – 1 | Columbus Crew  | Robert F. Kennedy Memorial Stadium, Washington, D.C. |
|               | Moreno 15' · Olsen 72' |       | 76' Cunningham |                                                      |

Jogo 2
| 7 de novembro | Columbus Crew                                          | 5 – 1 | D.C. United     | Columbus Crew Stadium, Columbus |
|               | Ansil Elcock 20' · Cunningham 41' · John 48', 61', 84' |       | 7' Roy Lassiter |                                 |

Jogo 3
| 13 de novembro | D.C. United                                         | 4 – 0 | Columbus Crew | Robert F. Kennedy Memorial Stadium, Washington, D.C. |
|                | Moreno 17' · Roy Lassiter 34', 52' · Etcheverry 86' |       |               |                                                      |

- D.C. United venceu a série por 2 - 1, e avançou a MLS Cup '99.

## 
Conferência Oeste
Jogo 1
| 31 de outubro | Los Angeles Galaxy                        | 2 – 1 | Dallas Burn        | Rose Bowl, Pasadena |
|               | Mauricio Cienfuegos 39' · Hendrickson 90' |       | 75' Ariel Graziani |                     |

Jogo 2
| 7 de novembro | Dallas Burn             | 2 – 2 | Los Angeles Galaxy  | Cotton Bowl, Dallas |
|               | Ariel Graziani 33', 74' |       | 12', 55' Hermosillo |                     |

|  |       | Penalidades |
|  | 4 - 3 |             |

Jogo 3
| 11 de novembro | Los Angeles Galaxy                                          | 3 – 1 | Dallas Burn      | Rose Bowl, Pasadena |
|                | Vanney (pên.) 3' · Hermosillo 20' · Mauricio Cienfuegos 68' |       | 89' (pên.) Kreis |                     |

- Los Angeles Galaxy venceu a série por 2 - 1, e avançou a MLS Cup '99.

## MLS Cup '99
| 21 de novembro de 1999 | D.C. United             | 2 – 0 | Los Angeles Galaxy | Foxboro Stadium, Foxborough          |
|                        | Moreno 19' · Olsen 45+' |       |                    | Público: 44 910 Árbitro: Tim Weyland |

## Campeões do Ano
- MLS Cup - D.C. United
- MLS Supporters' Shield - D.C. United
- U.S. Open Cup - Rochester Raging Rhinos

## Competições Internacionais
Copa dos Campeões da CONCACAF
- Chicago Fire
Derrotou o  Joe Public F.C. por 2-0 (Quartas-de-Final).
Derrotado pelo  L.D. Alajuelense por 5-4 nos pênaltis, após empatar por 1-1 no tempo normal (Semifinal).
Empatou com o  D.C. United por 2-2 (Disputa de 3º Lugar).

- D.C. United
Derrotou o  C.D. Olimpia por 1-0 (Quartas-de-Final).
Derrotado pelo  Necaxa por 3-1 (Semifinal).
Empatou com o  Chicago Fire por 2-2 (Disputa de 3º Lugar).

## Premiações

### Jogador da Semana
| Semana    | Jogador da Semana | Clube                  |
| --------- | ----------------- | ---------------------- |
| Semana 1  | Jason Kreis       | Dallas Burn            |
| Semana 2  | Ante Razov        | Chicago Fire           |
| Semana 3  | Ante Razov        | Chicago Fire           |
| Semana 4  | Matt Jordan       | Dallas Burn            |
| Semana 5  | Jason Kreis       | Dallas Burn            |
| Semana 6  | Ivan McKinley     | New England Revolution |
| Semana 7  | Jeff Cunningham   | Columbus Crew          |
| Semana 8  | Mark Chung        | NY/NJ MetroStars       |
| Semana 9  | Roy Lassiter      | D.C. United            |
| Semana 10 | Giovanni Savarese | New England Revolution |
| Semana 11 | Jason Kreis       | Dallas Burn            |
| Semana 12 | Jaime Moreno      | D.C. United            |
| Semana 13 | Joe-Max Moore     | New England Revolution |
| Semana 14 | Jorge Dely Valdés | Colorado Rapids        |
| Semana 15 | Stern John        | Columbus Crew          |
| Semana 16 | Jason Kreis       | Dallas Burn            |
| Semana 17 | Chris Klein       | Kansas City Wizards    |
| Semana 18 | Raúl Díaz Arce    | Tampa Bay Mutiny       |
| Semana 19 | Luboš Kubík       | Chicago Fire           |
| Semana 20 | Ariel Graziani    | Dallas Burn            |
| Semana 21 | Ben Olsen         | D.C. United            |
| Semana 22 | Manny Lagos       | Tampa Bay Mutiny       |
| Semana 23 | Giovanni Savarese | New England Revolution |
| Semana 24 | Eddie Lewis       | San Jose Clash         |
| Semana 25 | Brian McBride     | Columbus Crew          |
| Semana 26 | Jason Kreis       | Dallas Burn            |
| Semana 27 | Jason Kreis       | Dallas Burn            |

### Jogador do Mês
| Mês      | Jogador do Mês  | Clube            |
| -------- | --------------- | ---------------- |
| Março    | Ante Razov      | Chicago Fire     |
| Abril    | Musa Shannon    | Tampa Bay Mutiny |
| Maio     | Roy Lassiter    | D.C. United      |
| Junho    | Jason Kreis     | Dallas Burn      |
| Julho    | Raúl Díaz Arce  | Tampa Bay Mutiny |
| Agosto   | Matt Jordan     | Dallas Burn      |
| Setembro | Ronald Cerritos | San Jose Clash   |

### Prêmios Individuais
| Prêmio          | Jogador                 | Clube              |
| --------------- | ----------------------- | ------------------ |
| Melhor Jogador  | Jason Kreis             | Dallas Burn        |
| Maior Pontuador | Jason Kreis - (51 Pts.) | Dallas Burn        |
| Defensor do Ano | Robin Fraser            | Los Angeles Galaxy |
| Goleiro do Ano  | Kevin Hartman           | Los Angeles Galaxy |
| Novato do Ano   | Jay Heaps               | Miami Fusion       |
| Técnico do Ano  | Siegfried Schmid        | Los Angeles Galaxy |
| Gol do Ano      | Marco Etcheverry        | D.C. United        |
| Fair Play       | Steve Ralston           | Tampa Bay Mutiny   |

## Estatísticas

### Maiores Pontuadores
| Posição | Jogador         | Clube                            | Gols | Assistências | Pontuação |
| ------- | --------------- | -------------------------------- | ---- | ------------ | --------- |
| 1       | Jason Kreis     | Dallas Burn                      | 18   | 15           | 51        |
| 2       | Roy Lassiter    | D.C. United                      | 18   | 11           | 47        |
| 3       | Ronald Cerritos | San Jose Clash                   | 15   | 9            | 39        |
| 4       | Stern John      | Columbus Crew                    | 18   | 2            | 38        |
|         | Joe-Max Moore   | New England Revolution           | 15   | 8            | 38        |
| 6       | Ante Razov      | Chicago Fire                     | 14   | 7            | 35        |
| 7       | Jaime Moreno    | D.C. United                      | 10   | 13           | 33        |
|         | Raúl Díaz Arce  | San Jose Clash, Tampa Bay Mutiny | 13   | 7            | 33        |
| 9       | Musa Shannon    | Tampa Bay Mutiny                 | 12   | 5            | 29        |
|         | Jeff Cunningham | Columbus Crew                    | 12   | 5            | 29        |

- O marcador é calculado da seguinte forma: 2 pontos por um gol e um ponto para um passe.

### Artilheiros
| Posição | Jogador           | Clube                            | Gols |
| ------- | ----------------- | -------------------------------- | ---- |
| 1       | Stern John        | Columbus Crew                    | 18   |
|         | Roy Lassiter      | D.C. United                      | 18   |
|         | Jason Kreis       | Dallas Burn                      | 18   |
| 4       | Joe-Max Moore     | New England Revolution           | 15   |
|         | Ronald Cerritos   | San Jose Clash                   | 15   |
| 6       | Ante Razov        | Chicago Fire                     | 14   |
| 7       | Raúl Díaz Arce    | San Jose Clash, Tampa Bay Mutiny | 13   |
| 8       | Musa Shannon      | Tampa Bay Mutiny                 | 12   |
|         | Jeff Cunningham   | Columbus Crew                    | 12   |
| 10      | Diego Serna       | Miami Fusion                     | 10   |
|         | Jaime Moreno      | D.C. United                      | 10   |
|         | Giovanni Savarese | New England Revolution           | 10   |
|         | Josh Wolff        | Chicago Fire                     | 10   |
|         | Jorge Dely Valdés | Colorado Rapids                  | 10   |

### Líderes de Assistências
| Posição | Jogador             | Clube                          | Assistências |
| ------- | ------------------- | ------------------------------ | ------------ |
| 1       | Steve Ralston       | Tampa Bay Mutiny               | 18           |
| 2       | Marco Etcheverry    | D.C. United                    | 17           |
|         | Mauricio Cienfuegos | Los Angeles Galaxy             | 17           |
| 4       | Jason Kreis         | Dallas Burn                    | 15           |
|         | Carlos Valderrama   | Miami Fusion, Tampa Bay Mutiny | 15           |
| 6       | Eddie Lewis         | San Jose Clash                 | 14           |
|         | Hendrig Gutierrez   | Miami Fusion                   | 14           |
| 8       | Jaime Moreno        | D.C. United                    | 13           |
| 9       | Robert Warzycha     | Columbus Crew                  | 12           |

### Estatística dos Goleiros
(Mínimo 1,000 minutos)
| No. | Jogador          | Clube               | Jogos | Minutos | Gols Sofridos | Percentual de GS |
| --- | ---------------- | ------------------- | ----- | ------- | ------------- | ---------------- |
| 1   | Kevin Hartman    | Los Angeles Galaxy  | 32    | 2870    | 29            | 0.91             |
| 2   | Marcus Hahnemann | Colorado Rapids     | 13    | 1170    | 14            | 1.08             |
| 3   | Matt Jordan      | Dallas Burn         | 29    | 2584    | 31            | 1.08             |
| 4   | Zach Thornton    | Chicago Fire        | 30    | 2633    | 32            | 1.09             |
| 5   | Mark Dougherty   | Columbus Crew       | 31    | 2745    | 35            | 1.15             |
| 6   | Ian Feuer        | Colorado Rapids     | 19    | 1696    | 23            | 1.22             |
| 7   | Scott Garlick    | Tampa Bay Mutiny    | 28    | 2471    | 36            | 1.31             |
| 8   | Joe Cannon       | San Jose Clash      | 24    | 2160    | 32            | 1.33             |
| 9   | Tom Presthus     | D.C. United         | 26    | 2227    | 34            | 1.37             |
| 10  | Chris Snitko     | Kansas City Wizards | 16    | 1395    | 26            | 1.68             |

### Estatística dos Técnicos
| Técnico          | Clube                  | Vitórias | Derrotas | PCT.  | PTS. | VSH |
| ---------------- | ---------------------- | -------- | -------- | ----- | ---- | --- |
| Thomas Rongen    | D.C. United            | 23       | 9        | 0.719 | 57   | 6   |
| Glenn Myernick   | Colorado Rapids        | 20       | 12       | 0.625 | 48   | 6   |
| Dave Dir         | Dallas Burn            | 19       | 13       | 0.594 | 51   | 3   |
| Tom Fitzgerald   | Columbus Crew          | 19       | 13       | 0.594 | 45   | 6   |
| Bob Bradley      | Chicago Fire           | 18       | 14       | 0.563 | 48   | 3   |
| Siegfried Schmid | Los Angeles Galaxy     | 17       | 9        | 0.654 | 49   | 1   |
| Brian Quinn      | San Jose Clash         | 15       | 12       | 0.556 | 25   | 10  |
| Tim Hankinson    | Tampa Bay Mutiny       | 14       | 18       | 0.438 | 32   | 5   |
| Ivo Wortmann     | Miami Fusion           | 13       | 19       | 0.406 | 29   | 5   |
| Walter Zenga     | New England Revolution | 10       | 20       | 0.333 | 22   | 4   |
| Bob Gansler      | Kansas City Wizards    | 8        | 17       | 0.320 | 20   | 2   |
| Bora Milutinovic | NY/NJ MetroStars       | 7        | 25       | 0.219 | 15   | 3   |
| Jorge Espinoza   | San Jose Clash         | 2        | 0        | 1.000 | 6    | 0   |
| Lothar Osiander  | San Jose Clash         | 2        | 1        | 0.667 | 6    | 0   |
| Steve Nicol      | New England Revolution | 2        | 0        | 1.000 | 4    | 1   |
| Octavio Zambrano | Los Angeles Galaxy     | 2        | 3        | 0.400 | 2    | 2   |
| Ralph Perez      | Los Angeles Galaxy     | 1        | 0        | 1.000 | 3    | 0   |
| Ken Fogarty      | Kansas City Wizards    | 0        | 3        | 0.000 | 0    | 0   |
| Ron Newman       | Kansas City Wizards    | 0        | 4        | 0.000 | 0    | 0   |

### Público
| Clube                  | Jogos | Público Total | Média Por Jogo |
| ---------------------- | ----- | ------------- | -------------- |
| Columbus Crew          | 16    | 283,129       | 17,696         |
| Los Angeles Galaxy     | 16    | 282,113       | 17,632         |
| D.C. United            | 16    | 278,711       | 17,419         |
| New England Revolution | 16    | 267,752       | 16,795         |
| Chicago Fire           | 16    | 256,261       | 16,016         |
| San Jose Clash         | 16    | 239,350       | 14,959         |
| NY/NJ MetroStars       | 16    | 235,301       | 14,706         |
| Colorado Rapids        | 16    | 224,459       | 14,029         |
| Tampa Bay Mutiny       | 16    | 209,700       | 13,106         |
| Dallas Burn            | 16    | 195,381       | 12,211         |
| Miami Fusion           | 16    | 139,021       | 8,689          |
| Kansas City Wizards    | 16    | 130,924       | 8,183          |
| TOTAL                  | 192   | 2,742,102     | 14,282         |